# 馬利諾夫卡河 (彼爾姆邊疆區)
馬利諾夫卡河是俄羅斯的小型河流，位於彼爾姆邊疆區內，屬於穆良卡河的右支流，發源自彼爾姆的工業地區，一直朝南方向流進，河道全長1.6公里。

## 外部連結
- （俄文） Малиновка на карте Перми.